# Ban Chỉ đạo Tây Nam Bộ (Việt Nam)
Ban Chỉ đạo Tây Nam Bộ là cơ quan chịu trách nhiệm chỉ đạo, hướng dẫn và giám sát các tỉnh thuộc khu vực phía Tây Nam Bộ của Đảng Cộng sản Việt Nam, và được Bộ Chính trị trực tiếp quản lý và giám sát.
Ban Chỉ đạo được thành lập ngày 24/8/2004 theo quyết định của Bộ Chính trị nhằm giúp Bộ Chính trị chỉ đạo thực hiện Nghị quyết 37-NQ/TW về phương hướng phát triển kinh tế-xã hội và bảo đảm quốc phòng, an ninh vùng Đồng bằng sông Cửu Long.
Ban Chỉ đạo Tây Nam Bộ là một trong 3 Ban Chỉ đạo thuộc quyền quản lý của Bộ Chính trị, Ban Bí thư, Ban Chấp hành Trung ương Đảng Cộng sản Việt Nam. Hai Ban còn lại là Ban Chỉ đạo Tây Bắc, Ban Chỉ đạo Tây Nguyên.
Sáng ngày 11 tháng 10 năm 2017, Tại Hội nghị Trung ương 6 (khóa 12), Ban Chấp hành Trung ương Đảng khóa XII đã thống nhất kết thúc hoạt động của các Ban Chỉ đạo Tây Bắc, Tây Nguyên, Tây Nam Bộ .

## Chức năng và nhiệm vụ

### Nhiệm vụ
Ban Chỉ đạo Tây Nam Bộ là cơ quan trực thuộc Bộ Chính trị, Ban Bí thư, giúp Bộ Chính trị, Ban Bí thư, Thủ tướng Chính phủ chỉ đạo thực hiện các nhiệm vụ:
- Chỉ đạo, kiểm tra, đôn đốc các bộ, ngành, địa phương triển khai thực hiện nghị quyết, chỉ thị, quyết định của Bộ Chính trị, Ban Bí thư và Thủ tướng Chính phủ về phát triển kinh tế - xã hội, bảo đảm an ninh, quốc phòng, công tác dân tộc, tôn giáo, công tác xây dựng hệ thống chính trị trên địa bàn.[5]
- Nghiên cứu, tham mưu, đề xuất với Đảng và Chính phủ về cơ chế, chính sách cùng các giải pháp cần chỉ đạo để thực hiện có hiệu quả nhiệm vụ phát triển kinh tế - xã hội, bảo đảm an ninh, quốc phòng, công tác dân tộc, tôn giáo, xây dựng hệ thống chính trị; về liên kết vùng trong phát triển kinh tế - xã hội, xây dựng, củng cố thế trận quốc phòng toàn dân, an ninh nhân dân trên các tuyến, trong từng vùng, về biến đổi khí hậu…
- Chỉ đạo và tổ chức phối hợp các lực lượng, cơ quan chức năng của Trung ương và địa phương đấu tranh ngăn chặn âm mưu, hoạt động chống phá của các thế lực thù địch; chỉ đạo xử lý kịp thời những tình huống đột xuất về an ninh chính trị và trật tự an toàn xã hội, giữ vững ổn định chính trị - xã hội trên địa bàn.
- Tổ chức sơ kết, tổng kết và định kỳ báo cáo Bộ Chính trị, Ban Bí thư và Thủ tướng Chính phủ về việc thực hiện các nhiệm vụ công tác của Ban Chỉ đạo.

### Quyền hạn
Ban Chỉ đạo Tây Nam Bộ có quyền hạn sau:
- Ban Chỉ đạo được yêu cầu các bộ, ban, ngành Trung ương liên quan, cấp uỷ và chính quyền các tỉnh, thành phố trên địa bàn báo cáo tình hình thực hiện nghị quyết, chỉ thị, quyết định của Đảng và Chính phủ về phát triển kinh tế - xã hội, bảo đảm an ninh, quốc phòng, công tác dân tộc, tôn giáo, xây dựng hệ thống chính trị trên địa bàn.
- Được tham dự các hội nghị sơ kết, tổng kết các chuyên đề của Trung ương, Chính phủ, các bộ, ban, ngành Trung ương và địa phương có liên quan tới sự phát triển kinh tế - xã hội, bảo đảm an ninh, quốc phòng, công tác dân tộc, tôn giáo, công tác xây dựng hệ thống chính trị trên địa bàn.
- Được cung cấp thông tin và tham gia ý kiến đối với các văn bản của các ban, bộ, ngành Trung ương về phát triển kinh tế - xã hội, bảo đảm an ninh, quốc phòng, công tác dân tộc, tôn giáo, công tác xây dựng hệ thống chính trị trên địa bàn.
- Được tham mưu, đề xuất với Bộ Chính trị, Ban Bí thư và Thủ tướng Chính phủ các chủ trương, chính sách có tính đặc thù trên địa bàn về các lĩnh vực kinh tế - xã hội, an ninh, quốc phòng, dân tộc, tôn giáo, xây dựng hệ thống chính trị.
- Được mời tham dự và đóng góp ý kiến tại một số cuộc họp, hội nghị quan trọng của cấp uỷ, chính quyền các tỉnh, thành phố liên quan đến quy hoạch tổng thể, phát triển kinh tế - xã hội, quốc phòng, an ninh, các dự án đầu tư các công trình trọng điểm, kế hoạch sử dụng đất đai thuộc thẩm quyền của Thủ tướng Chính phủ.

## Trưởng ban Chỉ đạo Tây Nam Bộ qua các thời kỳ
- 2006 - 2011: Nguyễn Sinh Hùng - nguyên Ủy viên Bộ Chính trị, nguyên Phó Thủ tướng Thường trực Chính phủ.
- 2011 - 2016: Vũ Văn Ninh - nguyên Ủy viên Trung ương Đảng, nguyên Phó Thủ tướng Chính phủ.
- 2016 - 2017: Vương Đình Huệ - Ủy viên Bộ Chính trị, Phó Thủ tướng Chính phủ.

## Các vụ bê bối

### Bổ nhiệm nhân sự
Đầu tháng 12 năm 2016, báo chí đưa tin về các vụ bổ nhiệm bất thường của hai vụ phó của ban. Theo lãnh đạo Ban chỉ đạo Tây Nam Bộ, ban này đã lập một tổ công tác để làm việc từ ngày 12/12, kiểm tra chi tiết các khâu từ tuyển dụng, cử đi học, bổ nhiệm chức vụ phó, chuyển công tác về UBND TP Cần Thơ đối với ông Vũ Minh Hoàng (26 tuổi, quê Bắc Ninh) trong một tuần để làm việc với những lãnh đạo đương chức và về hưu của Ban về những vấn đề trên để sớm có kết quả báo cáo Phó thủ tướng Vương Đình Huệ.

#### Bổ nhiệm ông Vũ Minh Hoàng
Ông Vũ Minh Hoàng sinh năm 1990, quê ở tỉnh Bắc Ninh, là cháu của Đại tá công an, trước đây từng giữ chức Phó Cục trưởng Cục An ninh Tây Nam Bộ, được Ban chỉ đạo Tây Nam bộ (BCĐTNB) tuyển dụng vào làm việc không qua thi tuyển vào tháng 8/2014 với vai trò tập sự thử việc. Thường trực Ban chỉ đạo Tây Nam bộ ngay sau đó lại chấp thuận cho ông Hoàng đi làm nghiên cứu sinh tiến sĩ tại ĐH Tokyo (Nhật Bản) theo diện tự túc từ ngày ngày 1 tháng 10 năm 2014 đến ngày 30 tháng 9 năm 2017, không hưởng lương tại Ban chỉ đạo Tây Nam bộ. Tuy nhiên chỉ 06 tháng sau, Trong thời gian ông Hoàng đang học ở Nhật Bản, chưa thể điều hành công việc trực tiếp ở cơ quan thì ngày 15/1/2016, Ban chỉ đạo Tây Nam Bộ lại có quyết định 824/QĐ/BCĐTNB bổ nhiệm ông này giữ chức Phó Vụ trưởng Vụ Kinh tế của Ban chỉ đạo này. Lý lịch Đảng của ông Hoàng cũng không rõ ràng, khi ở bộ phận lưu trữ hồ sơ cán bộ tại cơ quan BCĐTNB không hề có hồ sơ đảng viên của Vũ Minh Hoàng. Ông Hoàng cũng không sinh hoạt Đảng tại cơ quan này. Hồ sơ chỉ nêu ông được kết nạp Đảng ở nước ngoài, và ngày kết nạp Đảng cũng không thống nhất. Chỉ 32 ngày kể từ ngày ông Hoàng được bổ nhiệm làm Phó Vụ trưởng, ông Nguyễn Quốc Việt - Phó Ban chỉ đạo Tây Nam Bộ lại ký tiếp quyết định để ông Hoàng chuyển công tác về UBND TP Cần Thơ. Lúc này ông Hoàng vẫn chưa hoàn thành khóa học ở Nhật Bản. Ngày 26/2/2016, UBND TP Cần Thơ có quyết định tiếp nhận và bổ nhiệm ông Hoàng giữ chức Phó Giám đốc Trung tâm Xúc tiến đầu tư - Thương mại và Hội chợ triển lãm Cần Thơ trong thời hạn 5 năm. Sau đó, ông Hoàng lại tiếp tục qua Nhật Bản làm nghiên cứu sinh.
Sáng 9 tháng 12 năm 2016, ông Nguyễn Phong Quang, nguyên Phó trưởng Ban Thường trực Ban Chỉ đạo Tây Nam Bộ cho biết ông Hoàng là một sinh viên xuất sắc, thành thạo 5 ngoại ngữ: Anh, Pháp, Trung Quốc, Tây Ban Nha, Nhật Bản, mời về tham gia phụ trách xúc tiến đầu tư cho Ban. Khi ông Hoàng đồng ý, Ban Chỉ đạo TNB có xin ý kiến của Ban Tổ chức trung ương vì đây là trường hợp xuất sắc thì được tuyển thẳng và Ban Tổ chức trung ương đồng ý cho tuyển thẳng, không phải thi. Ngày ngày 4 tháng 6 năm 2014, Ban Chỉ đạo TNB có quyết định tuyển dụng ông Hoàng vào làm việc tại Phòng Nghiên cứu - Tổng hợp của ban. Ngày ngày 8 tháng 9 năm 2014, cơ quan này ra quyết định cử ông Hoàng đi học tiến sĩ ở Nhật Bản từ tháng 10-2014 đến tháng 9-2017. Ngày ngày 15 tháng 1 năm 2016, Ban Chỉ đạo TNB có quyết định bổ nhiệm ông Hoàng giữ chức Phó Vụ trưởng Vụ Kinh tế.
Ngày 9 tháng 12 năm 2016, ông Nguyễn Quốc Việt, Phó BCĐTNB ký báo cáo nhanh số 84 với nội dung việc tiếp nhận và bổ nhiệm ông Hoàng là đúng quy trình. Cùng ngày, Ban chỉ đạo Tây Nam Bộ đã thu hồi báo cáo 84 này, với nguyên nhân thu hồi là do " báo cáo số 84 có nhiều điểm chưa ổn”.
Ngày 9 tháng 12 năm 2016, Trưởng ban Chỉ đạo Tây Nam Bộ Vương Đình Huệ yêu cầu Thường trực Ban phải báo cáo những thông tin báo chí phản ánh về ông Vũ Minh Hoàng.
Ngày 12 tháng 12 năm 2016, ông Sơn Minh Thắng, Phó ban thường trực Ban Chỉ đạo Tây Nam Bộ (BCĐTNB), cho biết trong ngày 12 ông sẽ triển khai quyết định thành lập tổ kiểm tra liên quan đến nguyên Vụ phó Vụ Kinh tế Vũ Minh Hoàng. Dự kiến, tổ công tác làm việc hơn một tuần để sớm có kết quả báo cáo Phó thủ tướng kiêm Trưởng BCĐTNB Vương Đình Huệ.
Ông Dương Quốc Xuân, nguyên Chủ tịch UBND tỉnh Long An, nguyên Phó Ban Chỉ đạo Tây Nam Bộ, cho đây là kiểu bổ nhiệm "trực thăng” đi lên không cần đường băng, đường lăn gì hết, cho biết ở Việt Nam chỉ có hai trường hợp được bổ nhiệm “thần tốc”, đó là Thánh Gióng và Vũ Minh Hoàng.
Ngày 28 tháng 12 năm 2016, UB Kiểm tra TƯ triển khai quyết định kiểm tra đảng viên khi có dấu hiệu vi phạm đối với ông Nguyễn Quốc Việt, Phó trưởng BCĐ Tây Nam Bộ và ông Nguyễn Phong Quang, nguyên Phó trưởng ban thường trực.

#### Vi phạm trong công tác thu chi tài chính
Đoàn công tác của UBKT TƯ do ông Nguyễn Thanh Sơn - Uỷ viên Trung ương Đảng, phó chủ nhiệm UBKT TƯ dẫn đầu công bố ngày 23/01/2017 quyết định kiểm tra dấu hiệu vi phạm trong công tác thu chi tài chính của cơ quan thường trực Ban chỉ đạo Tây Nam bộ giai đoạn từ ngày 1 tháng 1 năm 2011 đến ngày 1 tháng 6 năm 2016 khi ông Nguyễn Phong Quang còn giữ chức phó ban thường trực Ban chỉ đạo Tây Nam bộ.

### Phê bình
Viết trên báo online "Giáo dục Việt Nam" tiến sĩ Nguyễn Sỹ Phương tại Cộng hòa Liên bang Đức phân tích lối bổ nhiệm so với Đức, cho là "ở ta bổ nhiệm “cán bộ giỏi thực sự“ thiếu thước do tài năng bằng thực tế thành/bại vốn phổ quát ở họ, và vượt ra cả ngoài bản chất bổ nhiệm." 